# Úny, Komárom-Esztergom
Úny  este un sat în districtul Esztergom, județul Komárom-Esztergom, Ungaria, având o populație de 682 de locuitori (2011). 

## Demografie
Componența etnică a satului Úny
     Maghiari (96,72%)
     Germani (1,72%)
     Necunoscut (0,78%)
     Români (0,78%)
     Alții (0,78%)
Componența confesională a satului Úny
     Romano-catolici (35,48%)
     Reformați (17,16%)
     Fără religie (16,72%)
     Greco-catolici (1,32%)
     Necunoscută (28,45%)
     Atei (0,88%)
     Alte religii (2,93%)
Conform recensământului din 2011, satul Úny avea 682 de locuitori. Din punct de vedere etnic, majoritatea locuitorilor (96,72%) erau maghiari, cu o minoritate de germani (1,72%). Apartenența etnică nu este cunoscută în cazul a 0,78% din locuitori. Nu există o religie majoritară, locuitorii fiind romano-catolici (35,48%), reformați (17,16%), persoane fără religie (16,72%) și greco-catolici (1,32%). Pentru 28,45% din locuitori nu este cunoscută apartenența confesională.